# Prosymna (Antike)
Koordinaten: 37° 41′ 36″ N, 22° 46′ 24″ O
Prosymna (griechisch Πρόσυμνα „viel gelobtes Land“) ist der Name eines archäologischen Fundorts, der westlich des Heraions von Argos in der Argolis, Griechenland liegt. Hier fand man zahlreiche Gräber aus der mykenischen Zeit.

## Überlieferung
Pausanias berichtet, dass Prosymna nach Prosymna, der Amme der Göttin Hera benannt wurde und eine Gegend unterhalb des Hera-Tempels war. Nach Strabon und Stephanos von Byzanz war Prosymna eine Stadt innerhalb der der Hera-Tempel lag. Publius Papinius Statius gibt der Stadt das Beiwort erhaben.

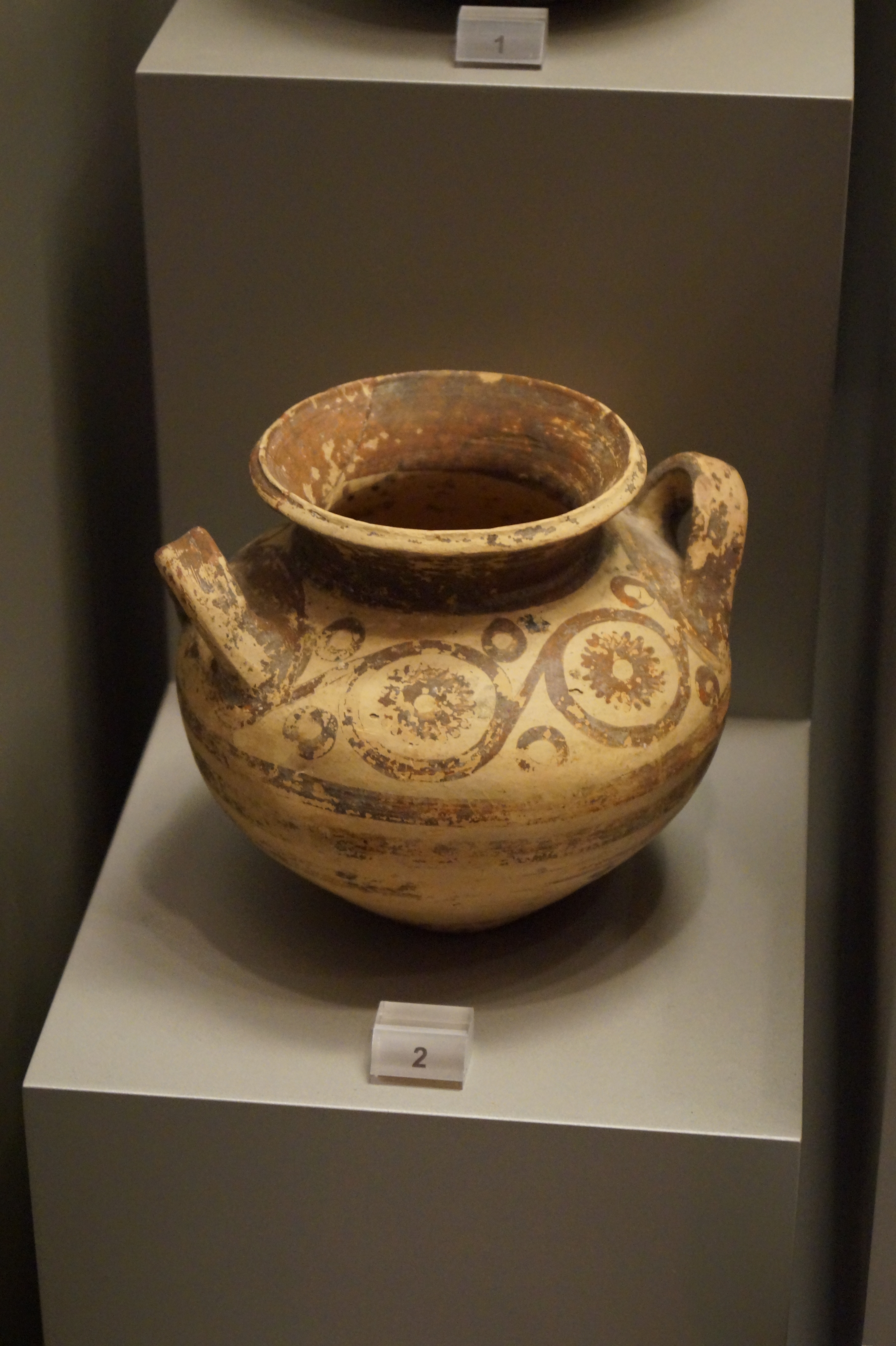
Amphoriskos aus Prosymna (NAMA 6667, SH I, 16. Jahrh. v. Chr.)

## Erforschung
1878 legte der Archäologe Panagiotis Stamatakis das Tholosgrab von Prosymna frei. 1894 entdeckte man bei Grabungen der American School of Classical Studies at Athens unter Leitung von Charles Waldstein die Kammergräber W1 und W2. Die weiteren Ausgrabungen fanden von 1925 bis 1928 unter der Leitung von Carl Blegen statt, der die Ergebnisse 1937 publizierte. Es wurde dabei vor allem eine mykenische Nekropole mit 51 Kammergräbern untersucht, die vom 16. bis ins frühe 12. Jahrhundert v. Chr. (SH I-SH IIIC früh) genutzt wurde. Besonders beachtenswert ist die Nekropole aufgrund der Tatsache, dass in vielen Gräbern Keramik (wie die Palastamphora), Bronzen und andere Gegenstände aus spätgeometrischer Zeit (ca. 750 bis frühes 7. Jahrhundert v. Chr.) gefunden wurden. Diese deuten stark auf Heroenkult hin, der hier demnach im späten 8. Jahrhundert v. Chr., ungefähr ein halbes Jahrtausend nach Belegung der Gräber, praktiziert wurde. Die Gräber galten offenbar als Gräber von Heroen der mythischen Zeit, die ab der 2. Hälfte des 8. Jh. v. Chr. durch Verbreitung der Epen Homers eine Renaissance erlebte. Den „Heroen“ wurden Opfer dargebracht, die Gräber waren also in gewissem Sinne Wallfahrtsstätten. Prosymna gilt als einer der wichtigsten Fundplätze bzgl. des Themas Heroenkult in spätgeometrischer und früharchaischer Zeit.